# ويليام بلاكستون هابارد
ويليام بلاكستون هابارد هو مصرفي وسياسي أمريكي، ولد في 26 أغسطس 1795 في أوتيكا في الولايات المتحدة، وتوفي في 5 يناير 1866 في كولومبوس في الولايات المتحدة. نشط حزبياً في حزب اليمين. وقد انتخب عضو مجلس نواب أوهايو ‏.